# Upproret i Canudos
Upproret i Canudos (Guerra de Canudos) var en väpnad konflikt mellan den brasilianska armén under Första brasilianska republiken och invånarna i en folklig rörelse av socio-religiös inriktning (messianism) ledd av Antônio Conselheiro. Konflikten varade mellan 1896 och 1897, i Canudos, i det inre av regionen Bahia, i nordöstra Brasilien. Canudos förstörs helt och 25 000 personer dör.
Konflikten beskrivs i Markerna brinna (Os sertões, 1902) av Euclides da Cunha. Den peruanske författaren Mario Vargas Llosa har skrivit en roman som bygger på händelsen, Kriget vid världens ände (La guerra del fin del mundo, 1981).

## Canudos
Canudos var en liten fazenda kallad Bello Monte i närheten av Canudosfloden. Antonio Conselheiro och hans följe ockuperade området 1893 och byn växte dramatiskt under några år och nådde en befolkning av cirka 25 000 invånare.

## Händelseförlopp

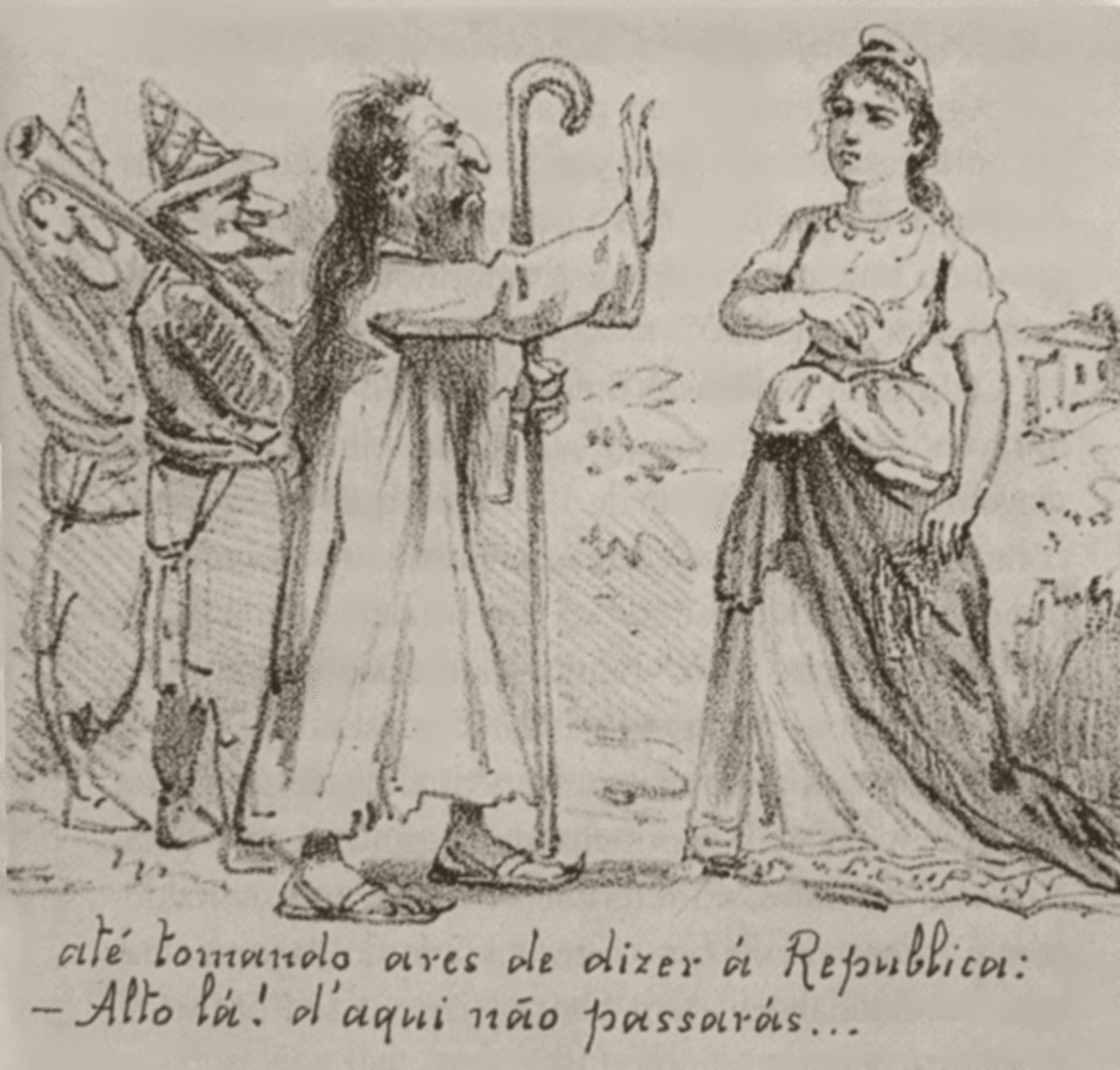
Karikatyr i Revista Ilustrada, porträtterande Antônio Conselheiro, med sitt följe beväpnat med gamla musköter, som försöker stoppa Republiken

Episoden var resultatet av en rad faktorer, inklusive allvarliga ekonomiska och sociala kriser som inträffade i området vid den tid, som historiskt kännetecknats av improduktiva plantager, cykliskt återkommande torka och kronisk arbetslöshet. Tusentals människor drog iväg till Canudos, som leddes av pilgrimen Antônio Conselheiro, förenade i tron på en mirakulös räddning av de fattiga invånarna från klimatets härjningar och ekonomisk och social utslagning.
De stora jordbrukarna i regionen, förenade sig med  kyrkan och bildade en stark påtryckningsgrupp mot den nybildade republiken. Man krävde att åtgärder skulle vidtas mot Antonio Conselheiro och hans anhängare. Det uppstod rykten om att Canudos beväpnat sig för attacker mot närliggande städer och mot huvudstaden för att störta den republikanska regeringen, och sedan återinföra monarkin. Även om det inte finns några bevis för att dessa rykten var sanna skickades militären till Canudos. Tre militära expeditioner mot Canudos vänster besegrade, varav en under befäl av överste Antonio Moreira César, som kallades "bödeln" (corta-cabeças) för att ha gett order om avrättning av mer än hundra personer för att slå ner en revolution i Santa Catarina. Arméns nederlag i dessa tidiga expeditioner skrämde den allmänna opinionen, som till slut krävde förstörelse av lägret, vilket resulterade i massaker av upp till tjugo tusen invånare. Dessutom uppskattas det att fem tusen soldater har dött. Kriget slutade med förstörelsen av Canudo, halshuggning av många krigsfångar och att man brände alla 5200 hus i lägret.

## Resultat
Konflikten i Canudos mobiliserade ungefär tolv tusen soldater från sjutton stater i Brasilien, indelade i fyra militära expeditioner. I den fjärde kampanjen 1897 brände soldaterna området, dödade en stor del av befolkningen och halshögg hundratals fångar. Sammanlagt beräknas totalt cirka 25 000 personer ha dött, vilket kulminerade i en total förstörelse av byn.